# Lidu
Ludgero Pereira da Silva, conhecido profissionalmente como Lidu (Presidente Prudente, 21 de março de 1947 - São Paulo, 28 de abril de 1969) foi um futebolista brasileiro.
Lateral, iniciou a carreira no Londrina Futebol Clube (atual Londrina Esporte Clube) e foi contratado no Sport Club Corinthians Paulista em 1969, fazendo 36 partidas pelo alvi-negro.
Lidu faleceu em um acidente automobilístico, quando o seu Fusca bateu em uma das pilastras da Ponte da Vila Maria, na cidade de São Paulo. Dentro do carro também estava o jogador da Seleção Brasileira de Futebol e colega de clube, Eduardo Neves de Castro. Os dois jogadores morreram e foram velados no Parque São Jorge, num dos momentos de maior comoção da torcida corintiana.